# Lee (namn)
Lee är ett namn, som i västvärlden används både som för- och efternamn och som förnamn av både män och kvinnor. Namnet har flera av varandra oberoende ursprung. Det brittiska namnet Lee kan tillsammans med varianterna Leigh och Lea vara en anglifiering av iriska "Laoidhigh" som betyder "poet". Lea är också det fornengelska ordet för lä, ett epitetet som betyder att personen är skyddad.
Östasiatiska namn med samma eller liknande uttal skrivs oftast Li. Stavningen Lee är emellertid vanlig bland kineser som bor utanför Folkrepubliken Kina.
Det kinesiska namnet går oftast 
tillbaka på tecknet 李 ("plommon" eller "domare", pinyin Lǐ), eller på 黎 ("gryning", pinyin Lí). 
Bland koreaner har 15 % det kinesiska skrivtecknet (hanja) 李 (koreanska: 이) som familjenamn. Det transkriberas oftast som Lee men uttalas ungefär som Yi (Sydkorea) eller Ri (Nordkorea). 
På vietnamesiska har det kinesiska skrivtecknet (Chu nho) 黎 gett upphov till familjenamnet Lê.
För den 31 december 2014 finns följande upplysningar om antal personer bosatta i Sverige:
- personer med Lee som efternamn 794
- kvinnor med Lee som förnamn 1215
  - därav som tilltalsnamn (första förnamn) 270
- män med Lee som förnamn 1405
  - därav som tilltalsnamn (första förnamn) 283

Att döma av övriga namn är bärare av efternamnet i Sverige till stor del invandrare.

## Personer med förnamnet Lee (urval)

### Män
- Lee Archambault (född 1960), amerikansk astronaut
- Lee Baxter (född 1976), svensk fotbollsspelare och tränare
- Lee Child (född 1954), brittisk författare
- Lee Dixon (född 1964), brittisk fotbollsspelare
- Lee E. Emerson (1898–1976), amerikansk politiker, republikan, guvernör i Vermont
- Lee Evans (född 1947), amerikansk friidrottare, löpare
- Lee Falk (1911–1999), amerikansk serieskapare
- Lee de Forest (1873–1961), amerikansk uppfinnare
- Lee Godwin (fodd 1986), brittisk skådespelare och stuntman
- Lee Hazlewood (1929–2007), amerikansk countrysångare, låtskrivare och musikproducent
- Lee Horsley (född 1955), amerikansk skådespelare
- Lee Kerslake (född 1947), brittisk trumslagare
- Lee Konitz (född 1927), amerikansk jazzmusiker och kompositör
- Lee Morin (född 1952), amerikansk astronaut
- Lee Norris (född 1981), amerikansk skådespelare
- Lee Petty (1914–2000), amerikansk racerförare
- Lee Ranaldo (född 1956), amerikansk sångare och gitarrist
- Lee Ritenour (född 1952), amerikansk gitarrist
- Lee Stone (född 1968), amerikansk skådespelare i pornografisk film
- Lee Strasberg (1901–1982), amerikansk teaterman
- Lee Tamahori (född 1950), nyzeeländsk konstnär, skådespelare, fotograf och regissör
- Lee Tergesen (född 1965), amerikansk skådespelare

### Kvinnor
- Lee Grant (född 1925), amerikansk skådespelare
- Mrs. Lee Mida (aktiv på 1920- och 1930-talet), amerikansk golfspelare
- Lee Radziwill (född 1933), amerikansk societetskvinna, skådespelare och interiördesigner
- Lee Remick (född 1935), amerikansk skådespelare

## Personer med efternamnet Lee

### A
Män
- Alan Lee (född 1947), engelsk bokillustratör, konstnär och filmdesigner
- Albert Lee (född 1943), brittisk gitarrist
- Alex Lee (född 1970), brittisk gitarrist
- Alvin Lee (1944–2013), brittisk gitarrist
- Amos Lee (född 1977), amerikansk singer-songwriter och gitarrist
- Anders Lee (född 1990), amerikansk ishockeyspelare
- Andrew E. Lee (1847–1934), norsk-amerikansk politiker, guvernör i South Dakota
- Ang Lee (född 1954), taiwanesisk-amerikansk filmregissör
- Arthur Lee, flera personer
  - Arthur Lee (musiker) (1945–2006), amerikansk gitarrist och bandledare
  - Arthur Lee (diplomat) (1740–1792), amerikansk diplomat
  - Arthur Lee, 1:e viscount Lee of Fareham (1868–1947), brittisk militär och politiker

Kvinnor
- Amy Lee (född 1981), amerikansk sångerska, pianist och låtskrivare
- Ann Lee, flera personer
  - Ann Lee (dansare) (född 1965), svensk dansare och artist
  - Ann Lee (shakers) (1736–1784), brittisk-amerikansk profet och väckelseledare
- Anna Lee (1913–2004), brittisk skådespelare

### B
Män
- Lee Beom-Young (född 1989), sydkoreansk fotbollsmålvakt
- Bernard Lee (1908–1981), brittisk skådespelare
- Bill Lee (född 1959), amerikansk politiker, republikan, guvernör i Tennessee
- Bert Lee (1880–1946), engelsk sångtextförfattare och kompositör
- Blair Lee (1857–1944), amerikansk politiker, demokrat, kongressrepresentant för Maryland
- Blair Lee III (1916–1985), amerikansk politiker, demokrat, guvernör i Maryland
- Lee Bong-ju (född 1970), sydkoreansk maratonlöpare
- Brandon Lee (1965–1993), amerikansk skådespelare
- Brian Lee (född 1987), amerikansk ishockeyspelare
- Bryan Lee O'Malley (född 1979), koreansk/fransk-kanadensisk serietecknare
- Bruce Lee (1940–1973), kinesisk-amerikansk skådespelare och kampsportexpert
- Lee Byong-Uk (född 1954), nordkoreansk boxare
- Lee Byung-Hun (född 1970), sydkoreansk skådespelare
- Lee Byung-Kyu (född 1974), sydkoreansk basebollspelare

Kvinnor
- Barbara Lee (född 1946), amerikansk politiker, demokrat, kongressrepresentant för Kalifornien
- Beverly Lee (aktiv på 1960-talet), sångerska i "The Shirelles"
- Brenda Lee (född 1944), amerikansk country- och popsångerska
- Brook Lee (född 1971), amerikansk fotomodell, Miss Universum 1997
- Brooklyn Lee (född 1989), amerikansk pornografisk skådespelare

### C
Män
- C.S. Lee (född 1971), sydkoreansk-amerikansk skådespelare
- Lee Chang-dong (född 1954), sydkoreansk filmregissör, författare ich politiker
- Lee Chang-hwan (född 1982), sydkoreansk bågskytt
- Charles Lee, flera personer
  - Charles Lee (forskare) (född 1969), sydkoreansk-amerikansk molekylärgenetiker
  - Charles Lee (militär) (1731–1782), engelsk-amerikansk militär
  - Charles Lee (politiker) (1758–1815), amerikansk politiker, federalist, justitieminister
  - Charles Lee (predikant) (1840–1926), svensk-amerikansk väckelsepredikant och författare, grundade Efraims budbärare
- Lee Cheol-ha (född 1970), sydkoreansk manusförfattare och regissör
- Lee Chong Wei (född 1982), malaysisk badmintonspelare
- Chris Lee (född 1982), artistnamn för norsk hiphop-artist
- Chris Lee (ishockeyspelare) (född 1980), kanadensisk ishockeyspelare
- Christopher Lee (1922–2015), brittisk skådespelare
- Lee Chul-Seung (född 1972),sydkoreansk bordtennisspelare
- Lee Chun-soo (född 1981), sydkoreansk fotbollsspelare
- Lee Chung-Yong (född 1988), sydkoreansk fotbollsspelare
- Cliff Lee (född 1978), amerikansk basebollspelare
- Curtis Lee (1939–2015), amerikansk sångare och låtskrivare

Kvinnor
- Lee Chae-won (född 1981). sydkoreansk längdåkare på skidor

### D
Män
- Lee Dae-Ho (född 1982), sydkoreansk basebollspelare
- Lee Dae-hoon (född 1992), sydkoreansk taekwondoutövare
- Daniel Curtis Lee (född 1991), amerikansk skådespelare och rappare
- David Lee (volleybollspelare) (född 1982), amerikansk volleybollspelare
- David M. Lee (född 1931), amerikansk fysiker, nobelpristagare 1996
- Derek Lee (född 1948), kanadensisk jurist och politiker
- Dickey Lee (född 1936). amerikansk countrysångare och låtskrivare
- Lee Dong-gook (född 1979), sydkoreansk fotbollsspelare
- Lee Dong-soo (född 1974), sydkoreansk badmintonspelare

### E
Män
- Ed Lee (1952–2017), amerikansk politiker, demokrat, borgmästare i San Francisco
- Erik Lee (född 1980), svensk operasångare (basbaryton) och tonsättare
- Everett Lee (född 1916), amerikansksvensk dirigent

Kvinnor
- Lee Eun-ju (1980–2005), sydkoreansk skådespelerska
- Lee Eun-kyung (född 1972), sydkoreansk bågskytt
- Lee Eun-Kyung (landhockeyspelare) (född 1972), sydkoreansk landhockeyspelare
- Lee Eun-Sil (född 1976), sydkoreansk bordtennisspelare
- Lee Eun-Young (född 1974), sydkoreansk landhockeyspelare

### F
Män
- Fitzhugh Lee (1835–1905), amerikansk politiker, demokrat, diplomat och militär
- Francis Lee (född 1944), engelsk fotbollsspelare

### G
Män
- Geddy Lee (född 1953), kanadensisk musiker
- Gideon Lee (1778–1841), amerikansk politiker
- Gordon Lee (politiker) (1859–1927), amerikansk politiker, demokrat, kongressrepresentant för Georgia

Kvinnor
- Lee Gong-joo (född 1980), sydkoreansk handbollsspelare
- Gypsy Rose Lee (1911–1970), amerikansk skådespelare och författare

### H
Män
- Lee Han-sup (född 1966), sydkoreansk bågskytt
- Harold B. Lee (1899–1973), amerikansk kyrkoledare
- Henry Lee III (1756–1818), amerikansk politiker, federalist, guvernör i Virginia
- Lee Ho (född 1984), sydkoreansk fotbollsspelare
- Ho Baek Lee (född 1962), sydkoreansk författare, illustratör och förläggare
- Lee Hsien Loong (född 1952), singaporiansk politiker
- Lee Huan (1917–2010), taiwanesisk politiker
- Lee Hyung-taik (född 1976), sydkoreansk tennisspelare

Kvinnor
- Lee Hae-ri (född 1985), sydkoreansk sångerska
- Harper Lee (1926–2016), amerikansk författare
- Harriet Lee (1757–1851), engelsk författare
- Lee Hi (född 1996), sydkoreansk sångerska
- Lee Ho-youn (född 1971), sydkoreansk handbollsspelare
- Hyapatia Lee (född 1960), amerikansk porrskådespelare
- Lee Hyeong-Suk (född 1964), sydkoreansk basketspelare
- Lee Hye-ri (född 1994), sydkoreansk sångerska och skådespelare
- Lee Hyo-jung (född 1981), sydkoreansk badmintonspelare
- Lee Hyori (född 1979), sydkoreansk sångerska

### J
Män
- J. Bracken Lee (1899–1996), amerikansk politiker, republikan, guvernör i Utah
- Lee Jae-Hyuk (född 1969), sydkoreansk boxare
- Lee Jae-jin (född 1983), sydkoreansk badmintonspelare
- Lee Jae-Suk (född 1963), sydkoreansk brottare
- Lee Jae-sung (född 1992), sydkoreansk fotbollsspelare
- Lee Jae-yong (född 1968), sydkoreansk företagsledare
- Jake E. Lee (född 1957), amerikansk gitarrist
- Jason Lee (född 1970), amerikansk skateboardåkare och skådespelare
- Jason Scott Lee (född 1966), amerikansk skådespelare
- Lee Jin-Young (född 1980), sydkoreansk basebollspelare
- Jon Henry Lee (1968–2002), amerikansk trumslagare
- Lee Jong-ho (född 1992), sydkoreansk fotbollsspelare
- Lee Jong-suk (född 1989), sydkoreansk skådespelare och modell
- Lee Jong-wook (1945–2006), sydkoreansk FN-tjänsteman
- Lee Jong-wook (basebollspelare) (född 1980), sydkoreansk basebollspelare
- Lee Joo-hyung (född 1973), sydkoreansk gymnast
- Joshua B. Lee (1892–1967), amerikansk politiker, demokrat, senator för Oklahoma
- Lee Ju-yong (född 1992), sydkoreansk fotbollsspelare
- Lee Jung-Keun (född 1960), sydkoreansk brottare
- Lee Jung-soo (född 1980), sydkoreansk fotbollsspelare
- Lee Jung-su (född 1989), sydkoreansk skridskoåkare
- Justin Lee (född 1989), amerikansk skådespelare

Kvinnor
- Jena Lee (född 1987), fransk sångerska
- Jennifer Lee (född 1971), amerikansk regissör och manusförfattare
- Lee Ji-Young (född 1971), sydkoreansk landhockeyspelerska
- Jonna Lee (född 1981), svensk sångerska, låtskrivare och producent

### K
Män
- Lee Kam Sheung (1868–1922), kinesisk ostronfiskare och entreprenör
- Lee Kang-seok (född 1985), sydkoreansk skridskoåkare
- Lee Keun-ho (född 1985), sydkoreansk fotbollsspelare
- Kevin Lee (född 1992), amerikansk MMA-utövare
- Lee Ki-jeong (född 1995), sydkoreansk curlingspelare
- Lee Kuan Yew (född 1923), singaporiansk politiker, premiärminister
- Lee Kun-hee (född 1942), sydkoreansk företags- och idrottsledare
- Lee Kyung-Keun (född 1962), sydkoreansk judoutövare

Kvinnor
- Kerrin Lee-Gartner (född 1966), kanadensisk utförsåkare
- Lee Ki-soon (född 1966), sydkoreansk handbollsspelare
- Kirsten Lee (född 1941), dansk barnläkare och politiker, radikale venstre
- Lee Kyung-won (född 1980), sydkoreansk badmintonspelerska

### L
Män
- Laurie Lee (1914-1997), engelsk författare
- Leapy Lee (född 1939), engelsk sångare
- Louis Lee (1819–1896), tysk cellist

Kvinnor
- Lee Lai Shan (född 1970), hongkongsk seglare
- Lila Lee (1901–1973), amerikansk skådespelare
- Louise Lee (född 1950), hongkongkinesisk sångerska och nyhetsjournalist
- Lucy Lee (född 1984), tjeckisk porrskådespelare

### M
Män
- Man-Hee Lee (född 1931), sydkoreansk religiös ledare
- Manfred B. Lee (1905–1971), amerikansk deckarförfattare, tillsammans med Frederic Dannay med pseudonymen "Ellery Queen"
- Mark C. Lee (född 1952), amerikansk astronaut
- Michael Lee (född 1958), brittisk speedwayförare
- Mike Lee (född 1971), amerikansk politiker, republikan, senator för Utah
- Lee Min-ho (född 1987), sydkoreansk skådespelare
- Lee Mu-yeong (född 1962), sydkoreansk skådespelare, manusförfattare och regissör
- Murphy Lee (född 1979), amerikansk rappare
- Lee Myung-bak (född 1941), Sydkoreas president
- Lee Myung-jin, sydkoreansk serieskapare
- Lee Myung-joo (född 1990), sydkoreansk fotbollsspelare

Kvinnor
- Mara Lee (född 1972), svensk författare och översättare
- Mary Anna Custis Lee (1807–1873), amerikansk konstnär och författare, hustru till Robert E. Lee
- Lee Mi-Ja (född 1963), sydkoreansk basketspelerska
- Lee Mi-suk (född 1960), sydkoreansk skådespelerska
- Lee Mi-young (född 1969), sydkoreansk handbollsspelerska
- Lee Min-hee (född 1980), sydkoreansk handbollsspelerska
- Miranda Lee , australisk författare
- Muna Lee (född 1981), amerikansk kortdistanslöpare

### N
Män
- Nathaniel Lee (1653–1692), engelsk dramatiker
- Norvel Lee (1924–1992), amerikansk boxare

### P
Kvinnor
- Peggy Lee (1920–2002), amerikansk sångerska

### R
Män
- Reggie Lee, amerikansk skådespelare
- Reginald Lee (1870–1913), brittisk sjöman
- Ric Lee (född 1945), brittisk trumslagare
- Richard Henry Lee (1732–1794), amerikansk politiker
- Robert E. Lee (1807–1870), amerikansk militär
- Ronnie Lee (född 1951), brittisk djurrättsaktivist

Kvinnor
- Rita Lee (född 1947), brasiliansk sångerska och musiker

### S
Män
- Sammy Lee (född 1959), engelsk fotbollsspelare och tränare
- Samuel Lee, flera personer
  - Samuel Lee (filolog) (1783–1852), engelsk orientalist
  - Samuel Lee (simhoppare) (1920–2016), amerikansk simhoppare
- Sebastian Lee (1805–1887), tysk cellist och tonsättare
- Lee Sedol (född 1983), sydkoreansk go-spelare
- Lee Sang-hup (född 1986), sydkoreansk fotbollsspelare
- Lee Sang-hyo (född 1961), sydkoreansk handbollsspelare
- Lee Sang-Ki (född 1966), sydkoreansk fäktare
- Santino Lee (född 1965), amerikansk pornografisk skådespelare och regissör
- Lee Seung-Bae (född 1971), sydkoreansk boxare
- Lee Seung-Ho (född 1981), sydkoreansk basebollspelare
- Lee Seung-hoon (född 1988), sydkoreansk skridskoåkare
- Lee Seung-Yeop (född 1976), sydkoreansk basebollspelare
- Lee Seung-Yeoul (född 1989), sydkoreansk fotbollsspelare
- Lee Seung-yun (född 1995), sydkoreansk bågskytt
- Sidney Lee (1859–1926), brittisk författare
- Spike Lee (född 1957), amerikansk filmregissör, producent och skådespelare
- Stan Lee (1922–2018), amerikansk författare och förläggare
- Stephen Lee (född 1974), engelsk snookerspelare

Kvinnor
- Lee Sang-eun (född 1975), sydkoreansk handbollsspelerska
- Lee Sang-hwa (född 1989), sydkoreansk skridskoåkerska
- Shannon Lee (född 1969), amerikansk skådespelare och affärskvinna
- Sheila Jackson Lee (född 1950), amerikansk politiker, demokrat, kongressrepresentant för Texas
- Sheryl Lee (född 1967), tysk-amerikansk skådespelare
- Lee So-jung (född 1993), sydkoreansk sångerska
- Lee So-yeon (född 1982), sydkoreansk skådespelare
- Lee Soon-ei (född 1965), sydkoreansk handbollsspelare
- Sophia Lee (1750–1824), engelsk författare
- Lee Sun-hee (född 1978), sydkoreansk taekwondoutöverska
- Lee Sung-jin (född 1985), sydkoreansk bågskytt
- Susan Lee (född 1966), australisk roddare
- Susanna van Lee (1630–1700), holländsk skådespelare

### T
Män
- Tadanari Lee (född 1985), japansk fotbollsspelare
- Lee Taek-Keun (född 1980), sydkoreansk basebollspelare
- Lee Teng-hui (född 1923), taiwanesisk politiker
- Thomas Sim Lee (1745–1819), amerikansk politiker, federalist, guvernör i Maryland
- Tommy Lee (född 1962), amerikansk trumslagare
- Travis Lee (född 1975), amerikansk basebollspelare
- Tsung-Dao Lee (född 1926), kinesisk-amerikansk fysiker, nobelpristagare

Kvinnor
- Tammy Lee Shewchuk (född 1977), kanadensisk ishockeyspelare
- Tanith Lee (född 1947), engelsk författare

### V
Kvinnor
- Vernon Lee (1856–1935), engelsk författare
- Virginia Lee (född 1965), australisk roddare

### W
Män
- Will Lee (född 1952), amerikansk musiker, basist
- Will Yun Lee (född 1971), amerikansk skådespelare
- William Lee (uppfinnare) (1550–1610), brittisk uppfinnare
- William Lee (diplomat) (1739–1795), amerikansk diplomat
- William Gregory Lee (född 1973), amerikansk skådespelare
- Lee Won-Hee (född 1981), sydkoreansk judoutövare
- Lee Woon-Jae (född 1973), sydkoreansk fotbollsspelare

Kvinnor
- Lee Wai Sze (född 1987), hongkongkinesisk cyklist
- Wendee Lee (född 1960), amerikansk röstskådespelare

### Y
Män
- Lee Yong-dae (född 1988), sydkoreansk badmintonspelare
- Lee Yong-Kyu (född 1985), sydkoreansk basebollspelare
- Lee Yoo-Hyung (1911–2003), japansk fotbollsspelare
- Lee Young Guk, nordkoreansk människorättsaktivist
- Lee Young-pyo (född 1977), sydkoreansk fotbollsspelare
- Yuan T. Lee (född 1936), taiwanesisk-amerikansk kemist, nobelpristagare

Kvinnor
- Lee Young-ja (född 1964), sydkoreansk handbollsspelare

### Z
Män
- Zoe Lee (född 1985), brittisk roddare

## Fiktiva gestalter
- Rock Lee